# Robert Ezra Park
Robert Ezra Park (14. února 1864 – 7. února 1944) byl jeden z prvních průkopníků americké sociologie, jeden z nejvýznamnějších představitelů tzv. chicagské školy. Byl žákem známých amerických pragmatických filozofů Johna Deweye a Williama Jamese, studoval též v Německu. Zabýval se především problematikou velkoměstského života, přistěhovalectví, rasového soužití, davového chování a sociální patologie. Vytvořil též koncept sociální ekologie. K jeho nejvlivnějším pracím patří kniha The City: Suggestions for the Study of Human Nature in the Urban Environment, kterou roku 1925 napsal s Ernestem Burgessem a R. D. MacKenziem. Pracoval rovněž jako novinář, ve svých článcích se snažil především o mezietnické a mezirasové porozumění.

## Život
Robert E. Park se narodil v Harveyville v americkém státě Pensylvánie. Vyrůstal v Red Wing v Minnesotě v komunitě plné skandinávských imigrantů, kde absolvoval střední školu. V roce 1882 nastoupil na University of Minnesota v Minneapolis. Odtud roku 1883 přestoupil na Michiganskou univerzitu, ovlivněn Johnem Deweym, jedním ze zakladatelů filozofie pragmatismu, kde v roce 1887 získal titul bakalář filozofie. Mezi lety 1887 až 1898 pracoval jako novinář v Minneapolis, Detroitu, Denveru, New Yorku a Chicagu. V roce 1898 Park nastoupil na Harvardovu univerzitu, kde studoval psychologii a filozofii a v roce 1899 získal titul magistra umění. Poté odešel studovat do Německa na Friedrich Wilhelm Universität (dnešní Humboldtovu univerzitu) v Berlíně a jeden semestr strávil také studiem ve Štrasburku. Následně získal titul Ph.D. na Univerzitě Heidelberg.
V letech 1904–1905 vyučoval filozofii na Harvardově univerzitě a mezi roky 1905–1914 pracoval v Tuskegee Institute, nejdříve jako publicista a později jako ředitel public relations. Začal se také velmi zajímat o to, v jakých podmínkách žijí původní obyvatelé Konga – a díky tomuto zájmu se seznámil s Bookerem T. Washingtonem, jedním z nejvýznamnějších vůdců černochů v USA. Spolupracoval s ním, hlavně v oblasti public relations. William I. Thomas se doslechl o jeho schopnostech a pozval ho, aby vyučoval na Chicagské univerzitě během let 1914–1923. Věnoval se výzkumu lidské ekologie, pro který mu velkoměsto posloužilo jako námět. V roce 1925 zastával funkci prezidenta American Sociological Society (dnešní Americké sociologické asociace). Nakonec působil na Fisk University v Nashville, a to až do své smrti v roce 1944.

## Lidská ekologie
Lidská ekologie je sociologický termín, který zkoumá vztahy mezi lidskou společností a jejím fyzickým prostředím. Poprvé tento termín použil právě R. E. Park roku 1921. S tímto přístupem však operoval již dříve, a to ve své studii o lidském chování v městském prostředí z roku 1915.
Podle Parka jsou vztahy mezi lidmi primárně založené na principu soutěže. Lidé mezi sebou neustále soupeří, zejména o prostor. Výsledkem těchto soutěží je vznik symbiotických vztahů. Ve společnosti navíc dochází k rozdělení na dvě skupiny. Ta první je biotická a je výsledkem soutěže mezi lidmi. Druhá je kulturní, jde v ní o komunikaci a konsenzus. Nové formy komunikace nejenom přinášejí možnost lepšího porozumění, ale vytvářejí také sdružení, která zesilují konkurenci mezi lidmi. Park tvrdí, že lidská ekologie by se měla zabývat pouze první skupinou a jejími důsledky. Nejlepší příklad symbiotické soutěže je město, kde se to může pozorovat na několika úrovních: například na jeho rozdělení.
Předpověděl, že města se přetvoří do pěti soustředných kruhů, kde vnitřní kruhy budou představovat oblasti sociálního a psychického úpadku, naopak prosperující oblasti se přesunou na okraj města. Tento model je znám jako teorie soustředných zón, kterou popsal ve své knize The City publikované roku 1925.
V souvislosti se studiem měst zavedl Park také pojem přirozené oblasti, které jsou výsledkem neplánovaných, biotických procesů a jsou to malé a stavebně stejnorodé oblasti na území měst.

## Chicagská univerzita
Dalším důležitým pojmem, kterým se Park během svého života zabýval, bylo rasové soužití. Tuto problematiku studoval zejména během svého působení na chicagské univerzitě společně s Bookerem T. Washingtonem. Co Parka opravdu zajímalo, byl princip vzniku vztahu mezi bělochy a černochy na americkém jihu, kde se tyto dvě rasy setkávaly nejvíce a vztah mezi nimi byl poznamenán otrokářskou historií.
Během svého působení v Chicagu také rozvinul teorii asimilace imigrantů ve Spojených státech. Roku 1950 dokončil svou knihu Race and Culture, na které pracoval přes 30 let (1913-1944); je to soubor 29 esejů o rasových a kulturních vztazích ve společnosti. Svou teorii pojmenoval jako cyklus rasových vztahů a rozdělil ji na čtyři části. Kontakt, konflikt, dohoda a asimilace. Prvními částmi jsou kontakt a následný konflikt během soutěže. Po určité době dochází k dohodě, která jednu rasu učiní dominantní. Nakonec ovšem dojde k začlenění.
Období Parkova nástupu na chicagskou univerzitu je spojeno s jejím vrcholným rozkvětem. Park dobře znal díla evropských sociologů a v roce 1921 vydal učebnici Introduction to the Science of Sociology, která po dlouhou dobu určovala směr americké sociologie, protože nebyla jako ostatní standardní učebnice - systematicky spojovala různou literaturu z různých zdrojů a utváří tak ucelené pojednání o sociologii z různých pohledů.